# Список правителей Моравии

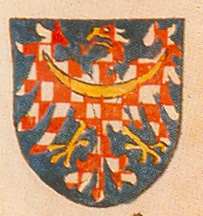
Моравский орёл (1459 год)

Правители Моравии известны с IX века. В список включены правители феодальных образований, располагавшихся на территории Моравии с IX века, когда Моравия была ядром Великоморавской державы, и до 1611 года, когда Моравия окончательно оказалась подчинена королям Чехии. Феодальные образования располагаются в порядке их образования, их правители отсортированы в хронологическом порядке.

## Правители Великой Моравии

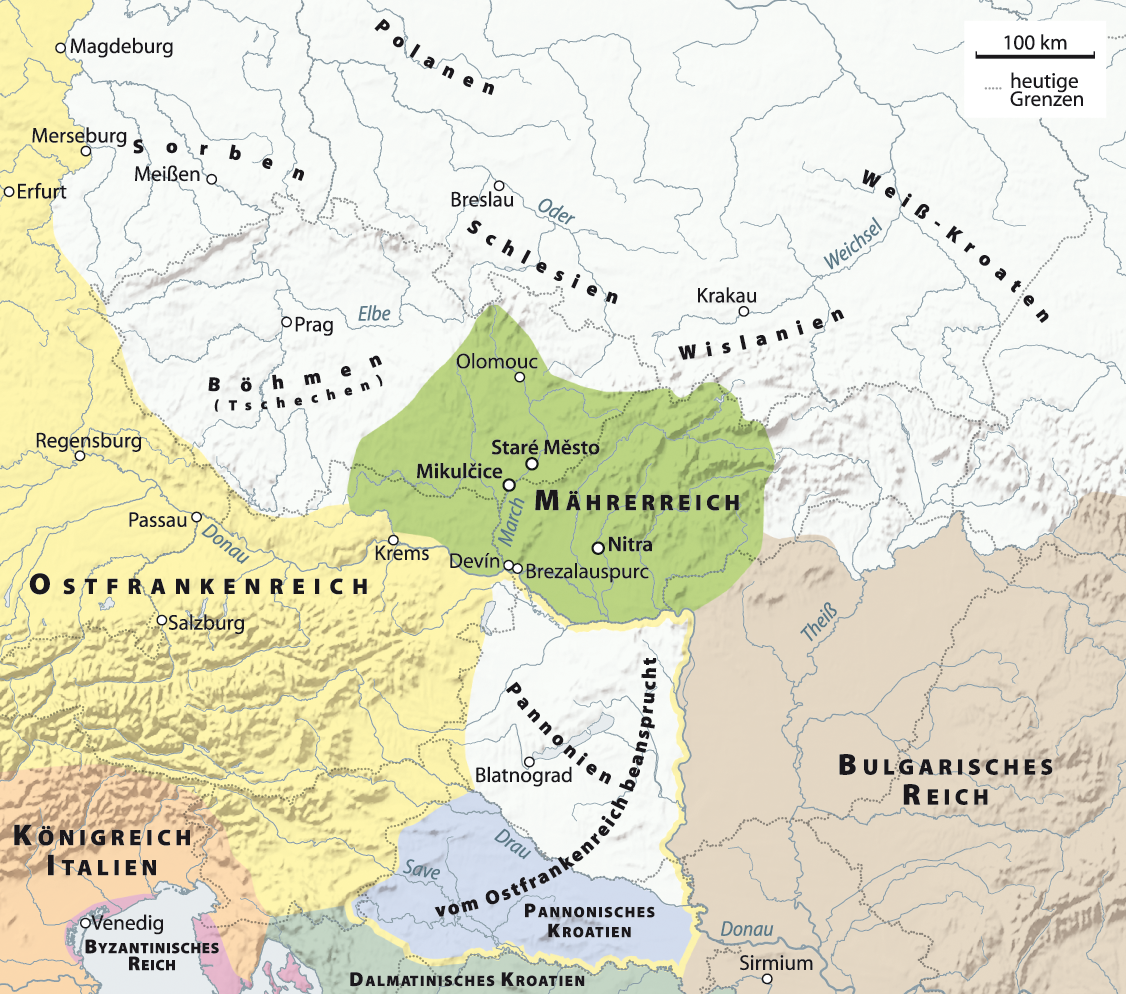
Примерные границы Великой Моравии во время правления Моймира I

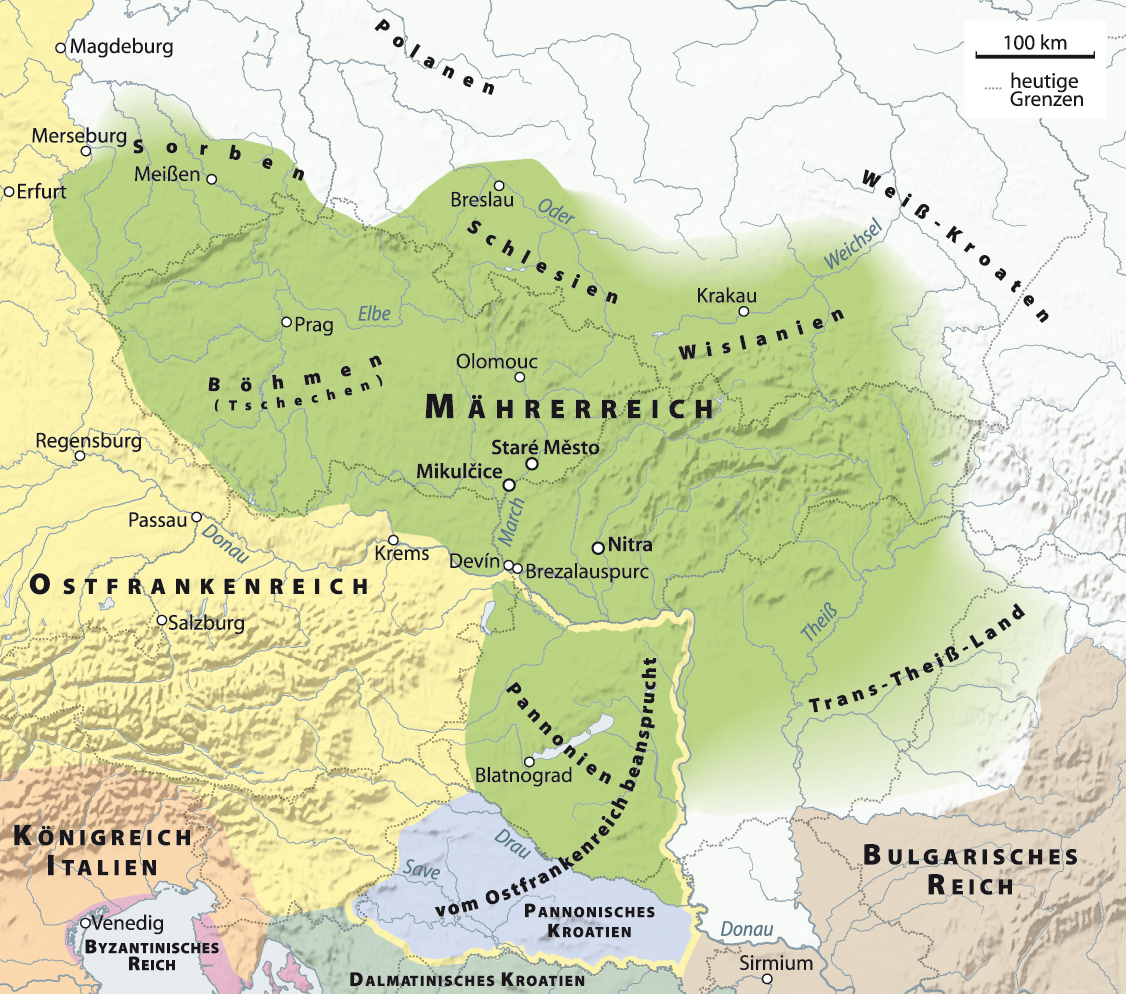
Примерные границы Великой Моравии во время правления Святополка I

Первоначально Моравия входила в состав государства Само. В 830-х годах Моравия стала ядром Великоморавской державы. Кроме собственно Моравии, в состав государства первоначально входила и Западная Словакия, а в середине IX века в него была включена область между реками Дие и Дунай. Управляли в ней правители из славянской династии Моймировичей. Пик её могущества пришёлся на правление князя Святополка, который включил в состав своих владений Чехию, Паннонию, Галицию, а также часть лужицких земель. Но после его смерти в конце IX века начались междоусобицы, а после вторжения Венгров в 906 году Великая Моравия распалась.
Правители Великой Моравии использовали титул knędz (князь), во франкских источниках они названы dux (герцог), а со времени правления Ростислава также rex (король). В переписке с папами римскими использовались разные титулы — в основном греческий «архонт» (греч. αρχων) и латинский «герцог» (лат. dux). В папской булле 800 года князь Святополк назван «Sventapluco comiti Moraviae».
| Имя         | Портрет   | Родился | Умер      | Годы правления | Комментарии |
| ----------- | --------- | ------- | --------- | -------------- | --- |
| Моймир I    |           | ?       | 846?      | 830 — 846      | Первый достоверно известный правитель Моравии, основатель Великоморавской державы и династии Моймировичей. Его происхождение неизвестно, но Томаш Пешина приводит позднюю славянскую традицию, по которой Моймировичи были потомками князя Само, а отцом Моймира называл одноимённого князя, крещённого епископом Пассау Урольфом между 804 и 806 годами, который управлял моравами в 811—820 годах. Кроме Моймира I, у этого князя называются сыновья Людевит и Босо. По этой традиции Моймир I был князем Моравии в 820—842 годах. Однако документального подтверждения этих сведений не существует. Существовала также версия, что предком Моймира был Войномир — славянский маркграф VIII века на службе у Эрика, герцога Фриульского. Во время правления Моймира I в 831 году произошло массовое крещение моравов Регинаром, епископом Пассау. |
| Ростислав   | Ростислав | ?       | после 870 | 846—870        | Племянник Моймира I. Томаш Пешина позднюю славянскую традицию, по которой, по которой его отца звали Босо, указывая также, что у Ростислава был брат Богислав. Поставлен в 846 году правителем королём Восточно-Франкского королевства Людовиком II Немецким, считавшего Ростислава своим вассалом. Возможно, что после 755 года Ростислав освободился от вассальной зависимости, поскольку в Сен-Бертинских анналах он стал называться «rex», то есть его воспринимали как независимого правителя. К 855 году он включил в состав своего государства владения между реками Дие и Дунай, а также часть Восточной Словакии. В 858 году заключил союз с сыном короля Восточно-Франкского королевства Людовика II Немецкого Карломаном, поддерживая его во время нескольких восстаний против отца. Желая освободиться от влияния германцев в церковном отношении, в 862 году Ростислав обратился к византийскому императору, чтобы тот прислал Кирилла и Мефодия для проповедования в Моравии христианство на славянском языке. В 870 году он был свергнут племянником Святополком и ослеплён. |
| Святополк I | Святополк | ?       | 894       | 871—894        | Племянник Ростислава, с конца 850-х — князь Нитры. Поднял восстание против дяди, сместил его и в 870 году стал правителем государства. При нём Моравия достигла пика своего могущества, окончательно освободившись от подчинения немцам. Святополк смог значительно расширить территорию своего княжества, включив в его состав Чехию, Паннонию, Галицию, а также часть лужицких земель. Кроме того, он распространил своё влияние на соседние славянские племена. В источниках Святополк называется королём, а его государство — «Великая Моравия». |
| Моймир II   | Моймир II | ???     | после 906 | 894—906        | Сын Святополка I. Моймир получил часть государства, его братья получили Нитру (Святополк II) и область в районе современной Братиславы (Предслав). Моймир II — последний известный по источникам правитель государства. После смерти Святополка между его сыновьями начались усобицы, в результате чего было потеряно ряд владений. Считается, что после вторжения венгров, разгромивших в 906 году моравов в битве под Нитрой и последовавшего затем в 907 году разгром баварцев в битве при Прессбурге Великая Моравия прекратила своё существование как независимое государство, раскололовшись на множество мелких владений, управляемых своими князьями. Но существует версия, что государство под управлением Моймиридов существовало и после этого — до 924 или 925 года под управлением Моймира (возможно, Моймира II) и Святополка (или Святополка II, или сына Моймира II). |

## Князья Моравии

Западная Моравия и Восточная Моравия (Словакия) в составе Польши в начале XI века

Чехия и Моравия в середине XI века

Об истории Моравии в X веке источники не сообщают. Вероятно, что после 955 года она попала в состав Чешского княжества, но около 1003 года была завоёвана польским князем Болеславом I Храбрым. В 1019 или 1020 году чешский князь Ольдржих смог отвоевать Моравию, после чего она окончательно вошла в состав Чехии, в то время как восточная часть бывшей Великой Моравии (Западная Словакия) в начале XI века вошла в состав Венгерского королевства. С начала XI века чешские князья назначали своих наследников князьями Моравии.
В германских источниках князья Моравии обозначаются с титулом «герцог».
| Имя          | Портрет      | Родился   | Умер           | Годы правления                             | Комментарии |
| ------------ | ------------ | --------- | -------------- | ------------------------------------------ | --- |
| Бржетислав I | Бржетислав I | 1002/1005 | 10 января 1055 | 1028 или 1029 — весна 1034 осень 1034—1055 | Князь Моравии, князь Чехии с 1034 года, сын чешского князя Ольдржиха. Бржетислав сыграл важную роль в завоевании Моравии в 1028 или 1029 году, после чего был посажен отцом в ней князем. После смещения в 1032 году отца разделил власть с дядей Яромиром, за что в 1034 году был изгнан вернувшим себе власть Ольдржихом из Моравии. После смерти Ольдржиха князем Чехии вновь стал Яромир, который вскоре отрёкся от трона в пользу Бржетислава I, который стал князем Чехии и Моравии. |
| Ольдржих     |              | около 970 | 9 ноября 1034  | весна — осень 1034                         | Князь Чехии в 1012—1032 и 1034 годах, князь Моравии в 1034 году, младший сын чешского князя Болеслава II. Получил власть в Чехии в 1012 году, изгнав брата Яромира. Но его попытки обеспечить независимость от Священной Римской империи привела к тому, что в 1033 году он был смещён императором Конрадом II и посажен в тюрьму, а вместо него был поставлен Яромир. В 1034 году Ольдржих был освобождён под обещание разделить трон с Яромиром и вернулся в Чехию, после чего ослепил и кастрировал брата, заключив того в тюрьму, а также изгнав из Моравии сына Бржетислава. Но вскоре после этого он умер. |
| Спытигнев II | Спытигнев II | 1031      | 28 января 1061 | 1049—1054                                  | Князь Моравии в 1049—1054 годах, князь Чехии с 1055 года, старший сын Бржетислава I. В 1049 году посажен князем Моравии, где правил до 1054 года, а в 1055 году сменил на княжеском троне отца, однако Моравия оказалась под управлением его братьев. Чтобы упрочить свою власть, Спытигнев попытался изгнать братьев из их владений, однако добился успеха лишь частично и затем был вынужден вернуть брату Вратиславу II Оломоуц. |

В 1055 году князь Бржетислав I постановил, что старший в роду должен править в Праге, а младшие получают Моравию и должны подчиняться старшему князю. Они должны были управлять Моравией как единым княжеством, однако оно делилось сначала на 2 части с центрами в Оломоуце (Оломоуцкое княжество) и Брно (Брненское княжество). Позже образовалось ещё и Зноемское княжество.
Однако моравские князья и не думали отказываться от своих прав на пражский престол, что привело к длительным конфликтом между Пржемысловичами из разных ветвей рода. Только двум представителям моравских Пржемысловичей удалось взойти на княжеский престол в Праге. Около 1200 года представители моравских ветвей Пржемысловичей вымерли.

### Князья Моравии в Брно
| Имя                            | Портрет            | Родился    | Умер            | Годы правления                | Комментарии |
| ------------------------------ | ------------------ | ---------- | --------------- | ----------------------------- | --- |
| Конрад I                       | Конрад I Брненский | около 1036 | 6 сентября 1092 | 1054—1055, 1061—1092          | Третий сын Бржетислава I, князь Брненский в 1054—1055 и 1061—1092 годах, князь Чехии в 1092 году. По завещанию отца в 1054 году получил южную часть Моравии, граничащую с Австрией, центр которой находился в Брно. После смерти отца в 1055 году был изгнан старшим братом Спытигневом II, ставшим чешским князем, и был вунужден поступить к нему на придворную службу. Но после смерти брата ставшим новым князем другой брат, Вратислав II, возвратил ему владения. Вместе с младшими братьями Конрад выступал против попыток Вратислава II подчинить их центральной власти. В 1088 году он вступил с братом в конфликт из-за наследования Оломоуца. В 1091 году Вратислав II безуспешно пытался лишить брата управления его владениями, но тому удалось сохранить власть благодаря союзу с сыном чешского князя Бржетиславом II. После смерти старшего брата в январе 1092 года Конрад сам стал князем Чехии, но вскоре после этого умер. |
| Спытигнев II                   | Спытигнев II       | 1031       | 28 января 1061  | 1055—1061                     | Сын князя Бржетислава I, князь Чехии с 1055 года, князь Оломоуцкий с 1055. Чтобы укрпепить центральную власть, Спытигнев попытался лишить своих бртатьев Моравии, но добился лишь частичного успеха. Он захватил Оломоуц, но уже через несколько лет был вынужден вернуть его брату Врадиславу II. |
| Ольдржих (Удальрих)            | Ольдржих Брненский | ?          | 27 марта 1113   | 1092—1097, 1101—1113          | Сын Конрада I. Унаследовал Брно после смерти отца. После смерти чешского князя Бржетислава II чешский трон как старший в роду должен был унаследовать Ольдржик, однако князь желал видеть своим наследником младшего брата Борживоя II, для чего обратился к императору Священной Римской империи Генриху IV, который, получив большой подарок, просьбу выполнил. А чтобы Ольдржих не мог противодействовать этому решению, Бржетислав II в 1097 году пошёл войной на него и выгнал из его владений, посадив в Брно Борживоя. Изгнанник смог бежать в Польшу. После гибели Бржетислава II в 1100 году Борживой поспешил в Прагу, занаяв трон брата. Его отсутствием в Моравии воспользовался Ольдржих, возвративший в 1101 году Брно. Чешский князь был вынужден признать за ним владения, тем более что брненский князь вступил в союз с оломоуцким князем Святополком. В дальнейшем Ольдржих поддерживал союзника во время междоусобной войны, закончившейся возвежением того на чешский престол в 1107 году, после чего оставался его сторонником. |
| Борживой II                    | Борживой II        | около 1065 | 2 февраля 1124  | 1097—1101                     | Сын чешского князя Вратислава II, младший брат князя Чехии Бжетислава II, князь Моравского-Брненский в 1097—1101 годах, князь Чехии в 1100—1107 и 1117—1120 годах. После того как князь Бржетислав II изгнал из Брно князя Ольдржиха, на его место он посадил Борживоя. После гибели брата Борживой отправился в Прагу, где взошёл на княжеский престол. В его отстутствие Удальриху удалось вернуть себе Брно, после чего новому чешскому князю пришлось признать это княжество владением соперника. |
| Собеслав I                     | Собеслав I         | около 1075 | 14 февраля 1140 | 1115—1123                     | Сын князя Чехии Вратислава II, младший брат князей Бржетислава II, Борживоя II и Владислава I, князь Зноемский в 1112—1123 годах, князь Брненский и 1115—1123 годах, князь Чехии с 1125 года. В 1112 году получил от князя Владислава I под управление Зноемское княжество, а 1115 году ещё и Брненское княжество. Собеслав неоднократно выступал против старшего брата и был несколько раз заключён им в тюрьму. После смерти в 1125 году Владислава I он стал его преемником в Чехии. |
| Ота (Оттон) II Чёрный          |                    | ?          | 18 февраля 1126 | 1123—1125                     | Князь Оломоуцкий в 1107—1110, 1113—1125 годах, князь Брненский в 1123—1125 годах, сын оломоуцкого князя Оты I Красивого. В 1088 году вместе с братом Святополком был изгнан из своих владений. В 1107 году Ота некоторое время был регентом Чешского княжества. В 1109 году часть знати избрала его князем Чехии, однако он отказался от престола в пользу Владислава I. В 1110—1113 годах находился в заключении у чешского князя, с которым постоянно конфликтовал. В 1123 году Ота стал ещё и князем Брненским. В 1125 году он предъявил претензии на чешский престол, но его кандидатура была отвергнута императором Лотарем II. Но когда назначеный князем Чехии бывший зноемский князь Собеслав I отказался подчиняться императору, а также захватил Моравию, Ота обратился за помощью к Лотарю, но их армия был разбита в битве при Хлумце, а сам он погиб. |
| Вратислав                      |                    | ?          | 6 августа 1156  | 1125—1156                     | Князь Брненский с 1126 года, сын брненского князя Ольдржиха. В 1125 году Моравия была захвачена чешским князем Собеславом. Брненским князем был назначен Вратислав. В 1141—1142 году он был союзником Владислава II в войне за чешский престол, но позже несколько раз восставал против него. Вратислав постоянно выступал против своих кузенов. |
| Вацлав II                      |                    | 1137       | 1192            | 1156—1173                     | Сын чешского князя Собеслава I, князь Брненский в 1156—1173 годах, князь Оломоуцкий в 1177—1180 и 1185—1189 годах, князь Чехии в 1191—1192 годах. Вацлав поддерживал своего брата Собеслава II в войне за чешский престол 1178—1179 годов. В 1180 году он был вынужден уступить Оломоуц Конраду III Отто, но в 1185 году смог вернуть себе княжество. В 1184 году Вацлав предъявил права на чешский трон, но был отстранён от власти епископом Праги Генрихом. После смерти Конрада Отто Вацлав в 1192 году был избран князем Чехии, император Генрих VI утвердил новым князем брата покойного князя Фридриха, Пржемысла Отакара I. После недолгого противостояния Вацлав был вынужден уступить. Он умер в том же году. |
| Конрад II Отто                 | Конрад II Ота      | около 1135 | 9 сентября 1191 | 1177—1189                     | Сын Конрада II Зноемского, князь Зноемский с 1173 года, князь Брненский в 1177—1189 годах, князь Оломоуцкий 1180 — 1185, маркграф Моравии с 1182 года, князь Чехии в 1182 и 1189—1191 годах. На протяжении долгих лет он верно служил князьям Чехии и был важной опорой императора Фридриха I Барбароссы, принимая участие в его военных походах. После долгих споров ему в 1173 году было передано Зноемское княжество, которым когда-то владел его отец, а в 1177 году получил ещё и Брненское княжество. В 1178 году он помог в изгнании князя Чехии Собеслава II. В 1180 году Конрад получил ещё и Оломоуцкое княжество, объединив в своих руках всю Моравию. В 1182 году он попытался стать князем Чехии, захватил Прагу, но затем отказался от своих прав. В этом же году император присвоил ему титул маркграфа Моравии. После смерти князя Фридриха в 1189 году Конрад стал бесспорным князем Чехии. В 1191 году Конрад отправился на помощь императору Генриху VI в Южную Италию, но умер во время осады Неаполя.                            |
| Спытигнев                      |                    | ?          | 1199            | 1174—1175 1189—1191 1194—1198 | Сын брненского князя Вратислава, князь Брненский в 1174—1175 и 1185—1198 годах. Он был верным сторонником епископа Праги Генриха. В 1197—1198 годах Спытигнев неудачно пытался завоевать княжеский престол в Чехии, но был ослеплён и вскоре после этого умер. |
| Святополк (Святоплук) Емницкий |                    | ?          | до 5 июня 1201  | 1189—1191                     | Сын брненского князя Вратислава, князь Брненский в 1189—1191 года, князь Емницкий с 1194 года. В 1189 году он был соправителем своего брата в Брно. В 1194 году для него было выделено в отдельный удел Емницкое княжество. С его смертью угасла Брненская ветвь Пржемысловичей. |
| Владислав Йиндржих             | Владислав Йиндржих | ?          | 12 августа 1222 | 1192—1194                     | Сын короля Владислава II. Маркграф Моравии 1192—1194, 1197—1222, князь Чехии в 1197. |

После смерти Святополка Емницкого Брненское княжество вошло в состав владений маркграфа Моравии Владислава Йиндржиха.

### Князья Моравии в Оломоуце
| Имя                    | Портрет            | Родился    | Умер               | Годы правления      | Комментарии |
| ---------------------- | ------------------ | ---------- | ------------------ | ------------------- | --- |
| Вратислав II           | Вратислав II       | 1035       | 14 января 1092     | 1054—1061           | 2-й сын Бржетислава I, князь Чехии 1061—1085, 1-й король Чехии 1086-1092 |
| Ота (Оттон) I          |                    | ?          | 9 июля 1087        | 1061—1087           | 5-й сын Бржетислава I. |
| Болеслав               |                    | ?          | 11 августа 1091    | 1087—1091           | Сын короля Вратислава II, назначен отцом князем Оломоуца. |
| Святополк              |                    | ?          | 21 сентября 1109   | 1095—1109           | Сыновья Оты I Оломоуцкого, правили совместно. До около 1095 года из-за малолетства Святополка и Оты княжество находилось под управлением их матери, Евфемии (Людмилы) Венгерской. |
| Ота (Оттон) II         |                    | ?          | 18 февраля 1126    | 1095—1109           | Сыновья Оты I Оломоуцкого, правили совместно. До около 1095 года из-за малолетства Святополка и Оты княжество находилось под управлением их матери, Евфемии (Людмилы) Венгерской. |
| Ота (Оттон) II         |                    | ?          | 18 февраля 1126    | 1107—1110 1113—1126 | Князь Оломоуцкий в 1107—1110 и 1113—1126 годах, князь Брненский в 1123—1125 годах, сын оломоуцкого князя Оттона I Красивого. В 1088 году вместе с братом Святополком был изгнан из своих владений. В 1107 году Ота некоторое время был регентом Чешского княжества. В 1109 году часть знати избрала его князем Чехии, однако он отказался от престола в пользу Владислава I. В 1110—1113 годах находился в заключении у чешского князя, с которым постоянно конфликтовал. В 1123 году Ота стал ещё и князем Брненским. В 1125—1126 годах претендовал на чешский престол, но его кандидатура была отвергнута императором Лотарем II. Но когда назначеный князщем Чехии бывший зноемский князь Собеслав I отказался подчиняться императору, а также захватил Моравию, Ота обратился за помощью к Лотарю, но их армия был разбита в битве при Хлумце, а сам он погиб. |
| Вацлав I               |                    | ?          | 1 марта 1130       | 1126—1130           | Сын Святополка Оломоуцкого. |
| Собеслав I             | Собеслав I         | ок. 1075   | 14 февраля 1140    | 1130—1135           | 5-й сын князя Вратислава II. Князь Чехии 1125—1140 |
| Лупольт (Леопольд)     |                    | ?          | после 1137         | 1135—1137           | Сын князя Чехии Борживоя II, владел Оломоуцем по воле князя Собеслава. |
| Владислав II           |                    | ?          | 1165               | 1137—1140           | Сын Собеслава I, в 1138 году признан его наследником в Праге, но после его смерти утверждён не был. |
| Ота (Оттон) III Детлеб |                    | 1122       | 12 мая 1160        | 1140—1160           | Сын Оты II Оломоуцкого. |
| Владислав III          |                    | ?          | 18 января 1174     | 1160—1162           | князь Чехии (Владислав II) 1140—1158, король Чехии (Владислав I) 1158—1172 |
| Бедржих (Фридрих)      | Бедржих (Фридрих)  | около 1142 | 25 марта 1189      | 1161—1172           | Сын короля Чехии Владислава II, князь Оломоуцкий в 1161—1172 годах, князь Чехии в 1172—1173 и 1178—1189 годах. Фридрих был назначен наследником королём Владиславом II, но без согласия чешской знати и посвящения императором Фридрихом I Барбароссой. В итоге император сместил его, назначив на его место Собеслава II. Однако тот вступил конфликт со знатью, в результате чего Фридрих смог вернуть престол, удержав его в противостоянии с Собеславом. Однако всё его правление прошло в противостоянии с князьями, особенно со зноемским князем Конрадом Отто. Чтобы ослабить власть Фридриха, император в 1182 году сделал Моравию маркграфством, подчинив её непосредственно империи, что, однако, не имело политических последствий, а в 1187 году сделал епископов Праги имперскими князьями. |
| Ольдржих (Ульрих)      |                    | 1134       | 18 октября 1177    | 1174—1177           | Сын Собеслава I, князь О поставлен братом, князем Чехии Собеславом II. |
| Вацлав II              |                    | 1137       | 1192               | 1174—1179           | Сын Собеслава I, князь Брно 1173—1174, князь Чехии в 1191—1192. |
| Пржемысл Отакар I      | Пржемысл Отакар I  | 1155/1167  | 15 декабря 1230    | 1179—1182           | Сын Владислава II, поставлен братом Фридрихом. Князь Чехии 1192—1193, 1197—1198, король Чехии с 1198 |
| Конрад II Ота          | Конрад II Ота      | около 1135 | 9 сентября 1191    | 1180—1185           | Сын Конрада II Зноемского, князь Зноемский с 1173 года, князь Брненский в 1177—1189 годах, князь Оломоуцкий 1180 — 1185, маркграф Моравии с 1182 года, князь Чехии в 1182 и 1189—1191 годах. На протяжении долгих лет он верно служил князьям Чехии и был важной опорой императора Фридриха I Барбароссы, принимая участие в его военных походах. После долгих споров ему в 1173 году было передано Зноемское княжество, которым когда-то владел его отец, а в 1177 году получил ещё и Брненское княжество. В 1178 году он помог в изгнании князя Чехии Собеслава II. В 1180 году Конрад получил ещё и Оломоуцкое княжество, объединив в своих руках всю Моравию. В 1182 году он попытался стать князем Чехии, захватил Прагу, но затем отказался от своих прав. В этом же году император присвоил ему титул маркграфа Моравии. После смерти князя Фридриха в 1189 году Конрад стал бесспорным князем Чехии. В 1191 году Конрад отправился на помощь императору Генриху VI в Южную Италию, но умер во время осады Неаполя. |
| Владимир               |                    | 1145       | до 11 декабря 1200 | 1189—1192           | Сыновья Оты III Детлеба, правили совместно. |
| Бржетислав             |                    | ?          | до 1201            | 1189—1192           | Сыновья Оты III Детлеба, правили совместно. |
| Владислав Йиндржих     | Владислав Йиндржих | ?          | 12 августа 1222    | 1192—1194           | Сын короля Владислава II. Маркграф Моравии 1192—1194, 1197—1222, князь Чехии в 1197. |
| Владимир               |                    | 1145       | до 11 декабря 1200 | 1194—1200/1201      | Вторично |
| Бржетислав             |                    | ?          | до 1201            | 1194—1200/1201      | Вторично |

В 1200/1201 году Оломоуцкое княжество вошло в состав владений маркграфа Моравии Владислава Йиндржиха.

### Князья Моравии в Зноймо
| Имя                          | Портрет             | Родился    | Умер            | Годы правления              | Комментарии |
| ---------------------------- | ------------------- | ---------- | --------------- | --------------------------- | --- |
| Литольд                      |                     | ?          | 15 марта 1112   | 1092—1097                   | Сын Конрада I Брненского. |
| Борживой II                  | Борживой II         | ок. 1065   | 2 февраля 1124  | 1097—1101                   | Брат Бжетислава II Чешского, 3-й сын чешского князя Вратислава II. Князь Брно 1097—1101 Князь Чехии 1100—1107, 1117—1120 |
| Литольд                      |                     | ?          | 15 марта 1112   | 1101—1112                   | Вторично. |
| Ольдржих (Удальрих)          |                     | ?          | 27 марта 1113   | 1112—1113                   | Брат Литольда Зноемского. |
| Собеслав I                   | Собеслав I          | ок. 1075   | 14 февраля 1140 | 1113—1123                   | 5-й сын князя Вратислава II. Князь Чехии 1125—1140 |
| Конрад II                    | Конрад II Зноемский | ?          | после 1161      | 1123—1128 1134 — после 1161 | Сын князя Лютольда, князь Зноемский в 1123—1128 и с 1134 года, князь Брненский с 1156 года. В 1123 году после многих лет междоусобиц в Моравии Конрад получил принадлежавшее ранее его отцу Зноемское княжество. В 1128 году был изгнан из него чешским князем Собеславом I. Вернуться он смог только в 1134 году. В 1141/1142 году Конрад предъявлял претензии на чешский престол: он вместе с другими моравскими князьями возглавил армию, разбил князя Владислава II в битве при Кутна-Горе и осадил Прагу, однако после вмешательства короля Конрада III армия отступила. Позже германский король предпринял поход против Моравии. Зноемский князь подчинился ему только в 1146 году. В 1160 году Конрад назывался «принцепсом Моравии», поскольку, вероятно, овладел и Брненским княжеством. |
| Конрад II Ота                | Конрад II Ота       | около 1135 | 9 сентября 1191 | 1173—1191                   | Сын Конрада II Зноемского, князь Зноемский с 1173 года, князь Брненский в 1177—1189 годах, князь Оломоуцкий 1180 — 1185, маркграф Моравии с 1182 года, князь Чехии в 1182 и 1189—1191 годах. На протяжении долгих лет он верно служил князьям Чехии и был важной опорой императора Фридриха I Барбароссы, принимая участие в его военных походах. После долгих споров ему в 1173 году было передано Зноемское княжество, которым когда-то владел его отец, а в 1177 году получил ещё и Брненское княжество. В 1178 году он помог в изгнании князя Чехии Собеслава II. В 1180 году Конрад получил ещё и Оломоуцкое княжество, объединив в своих руках всю Моравию. В 1182 году он попытался стать князем Чехии, захватил Прагу, но затем отказался от своих прав. В этом же году император присвоил ему титул маркграфа Моравии. После смерти князя Фридриха в 1189 году Конрад стал бесспорным князем Чехии. В 1191 году Конрад отправился на помощь императору Генриху VI в Южную Италию, но умер во время осады Неаполя. |
| Владислав Йиндржих           | Владислав Йиндржих  | ?          | 12 августа 1222 | 1192—1194                   | Сын короля Владислава II. Маркграф Моравии 1192—1194, 1197—1222, князь Чехии в 1197 |
| Йиндржих (Генрих) Бржетислав | Йиндржих Бржетислав | ?          | 15 июня 1197    | 1194—1197                   | Сын Генриха, 4-го сына князя Чехии Владислава I. Епископ Праги 1182—1197, князь Чехии 1193—1197. |

В 1197 году Зноемское княжество вошло в состав владений маркграфа Моравии Владислава Йиндржиха.

## Маркграфы Моравии
В 1179 году императором Фридрихом I Барбароссой был создан титул маркграфа Моравии, который получил младший брат короля Чехии Пржемысл Отакар I. В отличие от моравских князей, маркграф представлял в Моравии интересы центральной власти. После вымирания моравских линий Пржемысловичей, маркграфами становились только ближайшие родственники короля, которые были обязаны признавать верховенство центральной власти. Со времени правления Пржемысла Отакара II титул маркграфа Моравии стали носить чешские короли.
По Сицилийской Золотой булле, которую дал в 1212 году император Фридрих II, маркграф Моравии Владислав Йиндржих, брат короля Пржемысла Отакара I, получил ряд привилегий. Моравия при этом считалась леном короля Чехии, который при отсутствии наследников у маркграфа после его смерти возвращалась к королю.

### Пржемысловичи
| Имя                | Портрет            | Родился          | Умер            | Годы правления      | Комментарии |
| ------------------ | ------------------ | ---------------- | --------------- | ------------------- | --- |
| Конрад II Ота      | Конрад II Ота      | ?                | 9 сентября 1191 | 1182—1189           | Сын Конрада II Зноемского, князь Оломоуцкий 1182—1189, князь Брненский 1177—1189, князь Зноемский после 1162 — 1191, маркграф Моравии 1182—1189, князь Чехии 1182, 1189—1191 |
| Владислав Йиндржих | Владислав Йиндржих | ?                | 12 августа 1222 | 1192—1194 1197—1222 | Сын короля Владислава II. Маркграф Моравии 1192—1194, 1197—1222, князь Чехии в 1197                                                                                          |
| Владислав (II)     |                    | 1207             | 10 февраля 1228 | 1224—1228           | Сын короля Пржемысла Отакара I. |
| Пржемысл           |                    | 1209             | 16 октября 1239 | 1228—1239           | Сын короля Пржемысла Отакара I. |
| Владислав (III)    |                    | ?                | 3 января 1247   | 1246—1247           | Старший сын и наследник короля Вацлава I. |
| Пржемысл Отакар II | Пржемысл Отакар II | 1233             | 26 августа 1278 | 1247—1278           | Второй сын короля Вацлава I, король Чехии с 1253 |
| Вацлав II          | Вацлав II          | 17 сентября 1271 | 21 июня 1305    | 1283—1305           | Сын Пржемысла Отакара II, король Чехии 1283—1305, король Польши 1300—1305 |
| Вацлав III         | Вацлав III         | 6 октября 1289   | 4 августа 1306  | 1305—1306           | Сын Вацлава II, король Чехии и Польши 1305—1306 |

### Разные династии
| Имя                | Портрет            | Родился    | Умер          | Годы правления | Комментарии |
| ------------------ | ------------------ | ---------- | ------------- | -------------- | --- |
| Генрих Хорутанский |                    | около 1265 | 2 апреля 1335 | 1306           | Из Горицко-Тирольской династии, король Чехии 1306, 1307—1310, граф Тироля, герцог Каринтии и Крайны 1310—1335. Стал королём Чехии в августе 1306 года как муж Анны, дочери короля Вацлава II. Но через месяц был выгнан герцогом Австрии Рудольфом III. |
| Рудольф I Габсбург | Рудольф I Габсбург | 1281       | 3/4 июля 1307 | 1306—1307      | Герцог Австрии и Штирии (Рудольф III) 1298—1307, король Чехии и титулярный король Польши 1306—1307. Предъявил претензии на чешскую корону как на освободившийся имперский феодальный лен. Захватил королевство в 1306 году, но в следующем году умер.   |
| Генрих Хорутанский |                    | около 1265 | 2 апреля 1335 | 1307—1310      | Вторично. Вернулся после смерти Рудольфа Габсбурга, но в 1310 году был изгнан из Чехии Люксембургами. |

### Люксембурги
| Имя                        | Портрет                  | Родился         | Умер             | Годы правления | Комментарии |
| -------------------------- | ------------------------ | --------------- | ---------------- | -------------- | --- |
| Ян (Иоанн) Слепой          | Иоанн Слепой             | 10 августа 1296 | 26 августа 1346  | 1310—1333      | Сын императора Генриха VII Люксембургского. Граф Люксембурга 1310—1346, король Чехии 1310—1346. Корону получил благодаря женитьбе на Елизавете, дочери короля Вацлава II.                                                                                          |
| Карел (Карл)               | Карл I (IV)              | 14 мая 1316     | 29 ноября 1378   | 1333—1349      | Сын Яна I Слепого. Король Чехии (Карел I) 1346—1378, граф Люксембурга 1346—1353, король Германии 1349—1378, король Италии 1355—1378, император Священной Римской империи (Карл IV) 1355—1378.                                                                      |
| Ян Йиндржих (Иоанн Генрих) | Ян Йиндржих              | 12 февраля 1322 | 12 ноября 1375   | 1349—1375      | Младший сын Яна I Люксембургского. Граф Тироля 1335—1341 Став королём Германии, Карл I передал Моравию своему младшему брату. |
| Йост (Йодок)               | Йост Моравский           | 29 января 1351  | 18 января 1411   | 1375—1411      | Старший сын Яна Йиндржиха Моравского. Маркграф и курфюрст Бранденбурга 1388—1411, герцог Люксембурга 1388—1411, антикороль Германии 1410—1411. Формально Моравия находилась в совместном владении трёх братьев.                                                    |
| Прокоп                     |                          | 1356/1358       | 24 сентября 1405 | 1375—1405      | Сын Яна Йиндржиха Моравского. Принёс феодальную присягу старшему брату Йосту. |
| Ян Собеслав                |                          | 1356/1358       | 12 октября 1394  | 1375—1380      | Сын Яна Йиндржиха Моравского. Епископ Литомышля 1380—1387, епископ Оломоуца в 1387, патриарх Аквилеи 1387—1394. Принёс феодальную присягу старшему брату Йосту. |
| Вацлав IV                  | Вацлав IV                | 26 февраля 1361 | 16 августа 1419  | 1411—1419      | Сын императора Карла IV. Король Чехии 1378—1419, маркграф и курфюрст Бранденбурга (Венцель) 1373—1378, герцог Люксембурга (Венцель II) 1383—1388, король Германии (Венцель) 1376—1400                                                                              |
| Сигизмунд                  | Сигизмунд Люксембургский | 15 февраля 1368 | 9 декабря 1437   | 1419—1423      | Сын императора Карла IV. Маркграф и курфюрст Бранденбурга 1378—1388, 1411—1415, король Венгрии 1386—1437, король Германии 1410—1437, король Чехии 1410—1437, герцог Люксембурга 1419—1437, король Италии 1431—1437, император Священной Римской империи 1433—1437. |

### Разные династии
| Имя                                | Портрет              | Родился         | Умер            | Годы правления | Комментарии |
| ---------------------------------- | -------------------- | --------------- | --------------- | -------------- | --- |
| Альбрехт Габсбург                  | Альбрехт II Габсбург | 10 августа 1397 | 27 октября 1439 | 1423—1439      | Зять (муж дочери Елизаветы) Сигизмунда Люксембургского. Король Венгрии (Альберт) 1437—1439, король Чехии (Альбрехт) 1437—1439, король Германии (Альбрехт II) 1438—1439, эрцгерцог Австрии (Альбрехт V) 1404—1439 |
| Ладислав Постум                    | Ладислав Постум      | 22 февраля 1440 | 23 ноября 1457  | 1453—1457      | Посмертный сын Альбрехта Габсбурга. Король Венгрии (Ласло VI) 1440, 1445—1457, король Чехии (Ладислав) 1453—1457.                                                                                                |
| Йиржи из Подебрад                  | Иржи из Подебрад     | 23 апреля 1420  | 22 марта 1471   | 1458—1469      | Избран королём Чехии в 1458. Король Чехии 1458—1471, герцог Мюнстерберга 1456—1462, маркграф Верхне- и Нижнелужицкий 1458—1469.                                                                                  |
| Матьяш I Хуньяди (Матвей I Корвин) | Матьяш               | 23 февраля 1443 | 6 апреля 1490   | 1469—1490      | король Венгрии 1458—1490, маркграф Верхне- и Нижнелужицкий 1469—1490, король Чехии 1469—1490. В 1469 году захватил Моравию и Лужицкие марки.                                                                     |

### Ягеллоны
| Имя              | Портрет           | Родился      | Умер            | Годы правления | Комментарии |
| ---------------- | ----------------- | ------------ | --------------- | -------------- | --- |
| Владислав        | Владислав Ягеллон | 1 марта 1456 | 13 марта 1516   | 1490—1516      | Сын короля Польши Казимира IV. Король Чехии (Владислав II) 1471—1516, король Венгрии (Уласло II) 1490—1516. Был выбран королём Чехии после смерти Йиржи Подебрада, однако не смог противостоять Матьяшу Корвину, за которым осталась Моравия, Лузация и титул короля Чехии. Только после смерти Матьяша его владения перешли к Владиславу. |
| Лудвик (Людовик) | Людовик Ягеллон   | 1 июль 1506  | 29 августа 1526 | 1516—1526      | Сын Владислава, последний представитель династии Ягеллонов. Король Чехии (Людовик) и Венгрии (Лайош II) 1516—1526. |

### Габсбурги
| Имя             | Портрет                 | Родился         | Умер            | Годы правления | Комментарии |
| --------------- | ----------------------- | --------------- | --------------- | -------------- | --- |
| Фердинанд I     | Фердинанд I Габсбург    | 10 марта 1503   | 25 июля 1564    | 1526—1564      | Внук императора Максимилиана I. После гибели Людовика Ягеллона предъявил права на чешский и венгерский престол по праву своей жены Анны Ягеллон, сестры Людовика. Король Чехии 1526—1564, король Венгрии 1526—1564, эрцгерцог Австрии 1521—1564, император Священной Римской империи 1556—1564 |
| Максимилиан II  | Максимилиан II Габсбург | 31 июля 1527    | 12 октября 1576 | 1564—1576      | Сын Фердинанда I, король Чехии 1562—1576, король Германии 1564—1576, король Венгрии 1563—1576, эрцгерцог Австрии 1564—1576, император Священной Римской империи 1564—1576. |
| Рудольф II      | Рудольф II Габсбург     | 18 июля 1552    | 20 января 1612  | 1576—1608      | Сын Максимилиана II, король Чехии 1575—1611, король Германии 1575—1612, король Венгрии 1572—1608, эрцгерцог Австрии (Рудольф V) 1576—1612, император Священной Римской империи 1576—1608. |
| Матвей (Матьяш) | Матвей Габсбург         | 24 февраля 1557 | 20 марта 1619   | 1608—1619      | Сын Максимилиана II, король Чехии 1611—1617, король Германии 1612—1619, король Венгрии 1608—1618, эрцгерцог Австрии 1608—1619, император Священной Римской империи 1612—1619. |

В 1611 году Матвей присоединил титул маркграфа Моравии к титулатуре короля Чехии.